# Zenaida (zoologia)
Zenaida Bonaparte, 1838 è un genere di uccelli della famiglia Columbidae.

## Tassonomia
Comprende le seguenti specie:
- Zenaida macroura (Linnaeus, 1758) - tortora piangente americana
- Zenaida graysoni (Lawrence, 1871) - tortora di Socorro
- Zenaida auriculata (Des Murs, 1847) - tortora orecchiuta
- Zenaida aurita (Temminck, 1809) - tortora di Zenaide
- Zenaida galapagoensis Gould, 1841 - tortora delle Galapagos
- Zenaida asiatica (Linnaeus, 1758) - tortora alibianche
- Zenaida meloda (Tschudi, 1843) - tortora del Pacifico